# Laurits Tuxen

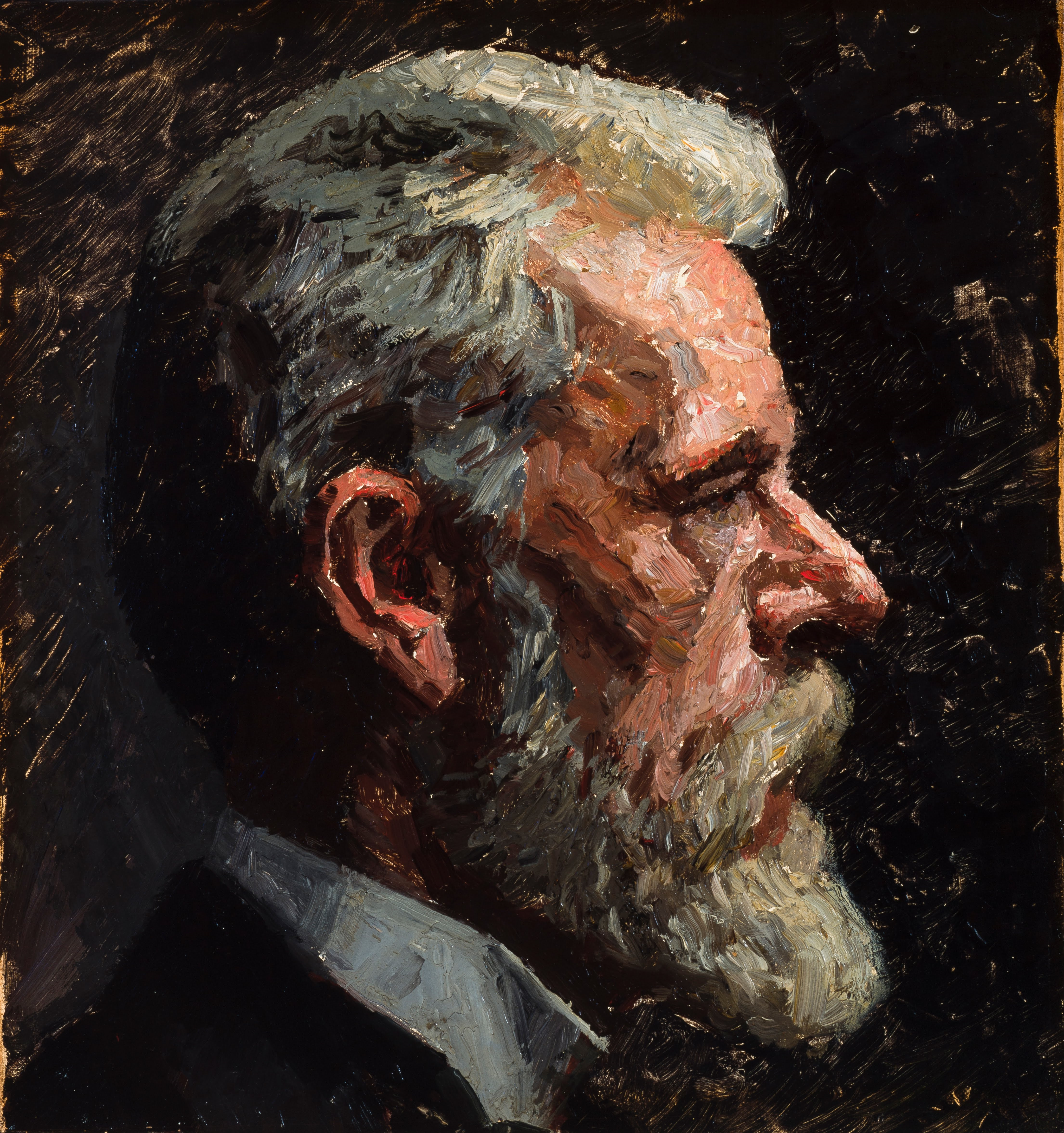
Selbstporträt

Laurits Regner Tuxen (* 9. Dezember 1853 in Kopenhagen; † 21. November 1927 ebenda) war ein dänischer Bildhauer, Porträt-, Historien- und Landschaftsmaler. Er war ein Vertreter der Skagen-Maler.

## Leben und Werk

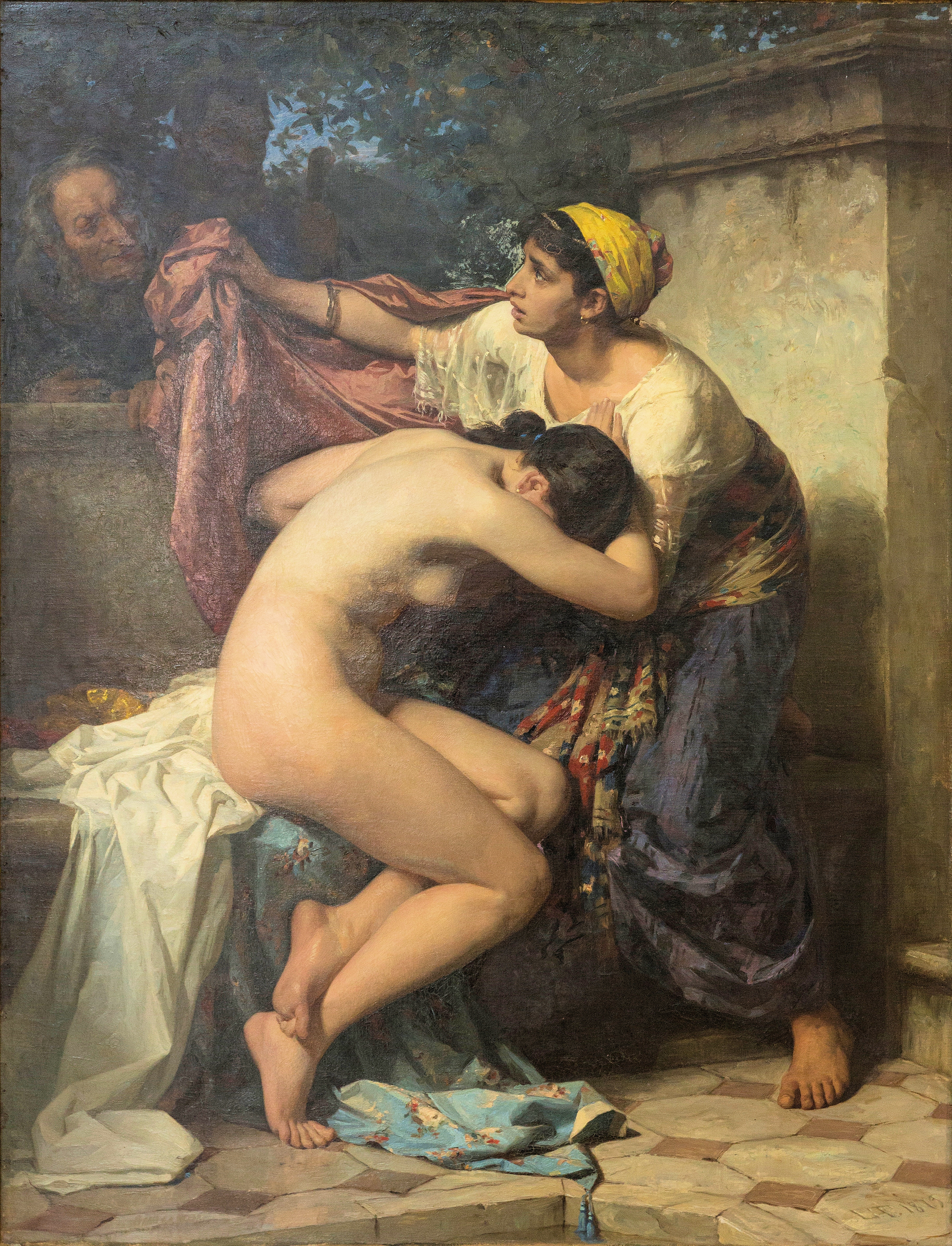
Susanna im Bade 1879

Laurits Tuxen war ein Sohn des Marineoffiziers und Direktors der Orlogsværftet Nicolai Elias Tuxen (1810–1891) und dessen Frau Bertha Laura Giødvad (1815–1908). Sein Wunsch war, Marinemaler zu werden. Bereits 1868 kam er an die Kopenhagener Königlich Dänische Kunstakademie, wo er bis 1872 bei Holger Drachmann und Vilhelm Kyhn seine Ausbildung in Landschafts- und Marinemalerei erhielt. Zu seiner Zeit galt er neben seinem Freund Peder Severin Krøyer als einer der besten Schüler und wurde von seinen Lehrern ermutigt, sich der Porträtmalerei zu widmen. Erste Studienreisen führten ihn 1875 nach London, in die Bretagne und nach Paris, wo er zum weiteren Studium im Winter 1875/76 im Atelier von Léon Bonnat blieb. Einen weiteren Studienaufenthalt bei Bonnat hatte er von Mai 1877 bis Oktober 1878.
1875 stellte er erstmals ein Werk auf der bekannten Charlottenborg „Forårsudstilling“ (Frühjahrs-Ausstellung) in Kopenhagen aus:

„Fra Jyllands Vestkyst; en Flodbåd bemandet med Fiskere forsøger i hårdt Vejr at nå ud til et strandet Skib“

„An der Westküste Jütlands; ein Rettungsboot mit Fischern bemannt, versucht bei schwerem Wetter ein gestrandetes Schiff zu erreichen.“

Von 1878 bis 1913 war er mit seinen Werken regelmäßig im Pariser Salon der Société des Artistes Français vertreten.
1882 gründeten Tuxen und P.S. Krøyer in Kopenhagen die Kunstnernes Frie Studieskoler. In bewusstem Gegensatz zur dänischen Kunstakademie erhielten junge Maler hier eine alternative Ausbildung. Dieser Schule wurde 1885 eine Vorbereitungsklasse angegliedert, die von Frans Schwartz (1850–1917) und Kristian Zahrtmann geleitet wurde.
Studienreisen, teils auch zu Vorstudien für Auftragswerke, machten ihn mit den Jahren zum Weltreisenden; so war er 1879/80 in Florenz und Rom, 1886/87 in Deutschland und England, 1889 in Ägypten, 1891/92 in Palästina, 1894 erneut in Deutschland und in St. Petersburg, 1896 in Moskau, 1902 in Spanien, 1913/14 in Griechenland, auf dem Balkan und in Ägypten, 1918 in den USA, 1921 in Island und Grönland und 1924/25 in Californien.
Fürstenhäuser

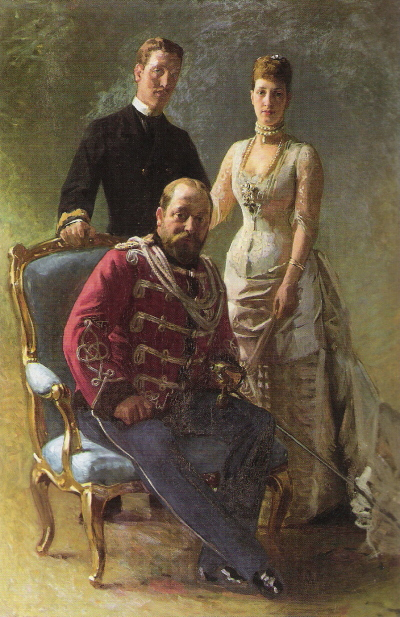
Edward, Prinz von Wales mit seiner Frau Prinzessin Alexandra und dem Sohn Prinz Albert Victor

Auf Grund seines großen Talentes bekam er schon früh viele Aufträge für Repräsentationsbilder der Königs- und Fürstenhöfe Europas. So fertigte er zwischen 1883 und 1886 das 5 × 7 Meter große Gemälde für das dänische Königshaus König Christian IX. im Kreis seiner Familie auf Schloss Fredensborg.
1887 wurde er nach England gerufen, um in Windsor Castle ein Bild der Königin Victoria und ihrer Familie zu malen. Zum Hofmaler des englischen Königshauses avanciert, folgten hier über die Jahre weitere Bilder, etwa die Hochzeit des Herzogs von York, eine Garten-Party zum Jubiläum Victorias im Buckingham Palace, ein Bild von der Trauerfeier in der St. Georgs-Kapelle von Windsor Castle nach dem Tod der Königin sowie mehrere Bilder von der Krönung König Edwards.
Ähnliche Aufträge erfüllte er für das russische Kaiserhaus, wo er 1895 das Gemälde Die Hochzeit von Nikolaus II. und Alexandra Fjodorowna sowie 1898 Die Krönung von Kaiser Nikolaus II. und Kaiserin Alexandra Fjodorowna fertigte.
Skagen-Maler
Die Skagen-Maler (dänisch Skagensmalerne) bildeten im Fischerort Skagen Dänemarks bekannteste Künstlerkolonie, die ihre Blütezeit in den 1880er Jahren erlebte. Die meist aus Skandinavien stammenden Künstler wollten eine Abkehr von der akademischen Kunstauffassung. Sie schätzten die Freiluftmalerei und orientierten sich am französischen Realismus und Naturalismus. Nach einem ersten Besuch 1870 kam Tuxen 1901 wieder nach Skagen und ließ sich dort nieder. Er erwarb im Ortsteil Vesterby ein Anwesen, das er von dem bekannten Architekten Thorvald Jørgensen (1867–1946) zu einem herrschaftlichen Sommerhaus, genannt „Dagminne“, umbauen ließ. In den folgenden Jahren malte Tuxen hier zahlreiche Bilder von Skagen und zu Themen wie Familie, Freunde, Landschaft, Meer, Strand und Gartenblumen. Darüber hinaus war er neben P.S. Krøyer und Michael Ancher sehr engagiert bei der Gründung des Skagens Museums.
Funktionen/Ehrungen
Laurits Tuxen erhielt 1892 den Titel eines Professors der Kunstakademie. Er war Jurymitglied für mehrere Weltausstellungen, darunter Paris 1889 und Paris 1900. Er war 1894 Mitglied der akademischen Plenarversammlung und von 1897 bis 1926 Mitglied des Akademierates. Die Professorentätigkeit übte er an der Akademie von 1906 bis 1916 aus, von 1920 bis 1923 war er deren Vicedirektor. Er erhielt 1893 die Eckersberg-Medaille (amtlich Akademiets Aarsmedaille oder Jahresmedaille der Akademie), benannt nach dem Maler Christoffer Wilhelm Eckersberg, und eine Medaille der Chicagoer Weltausstellung. Tuxen wurde mit dem Dannebrogorden (Ridder af Dannebrog) geehrt und erhielt die Auszeichnung als Dannebrog-Mann (Dannebrogsmand).
Familie
Laurits Tuxen war das siebte und jüngste Kind und der zweite Sohn der Familie von Nicolai und Bertha Tuxen. Er war ab 1886 verheiratet mit der Belgierin Charlotte Pauline Ursule de Baisieux (1862–1899) und nach deren frühen Tod in zweiter Ehe ab 1901 mit der Norwegerin Frederikke Treschow (1856–1946). Der ersten Ehe entstammten vier Töchter; Paula (1887–1899), Elsa (1892–1896), Yvonne (1894–1987) und Nina (1898–1982). Die Blumenmalerin Bertha Nicoline Tuxen (1847–1931) war Laurits Tuxens Schwester.
Laurits Tuxen verstarb kurz vor der Vollendung seines 74. Lebensjahres, er wurde auf dem Kopenhagener Vestre Kirkegård beerdigt.

## Werke (Auswahl)
Bildhauer

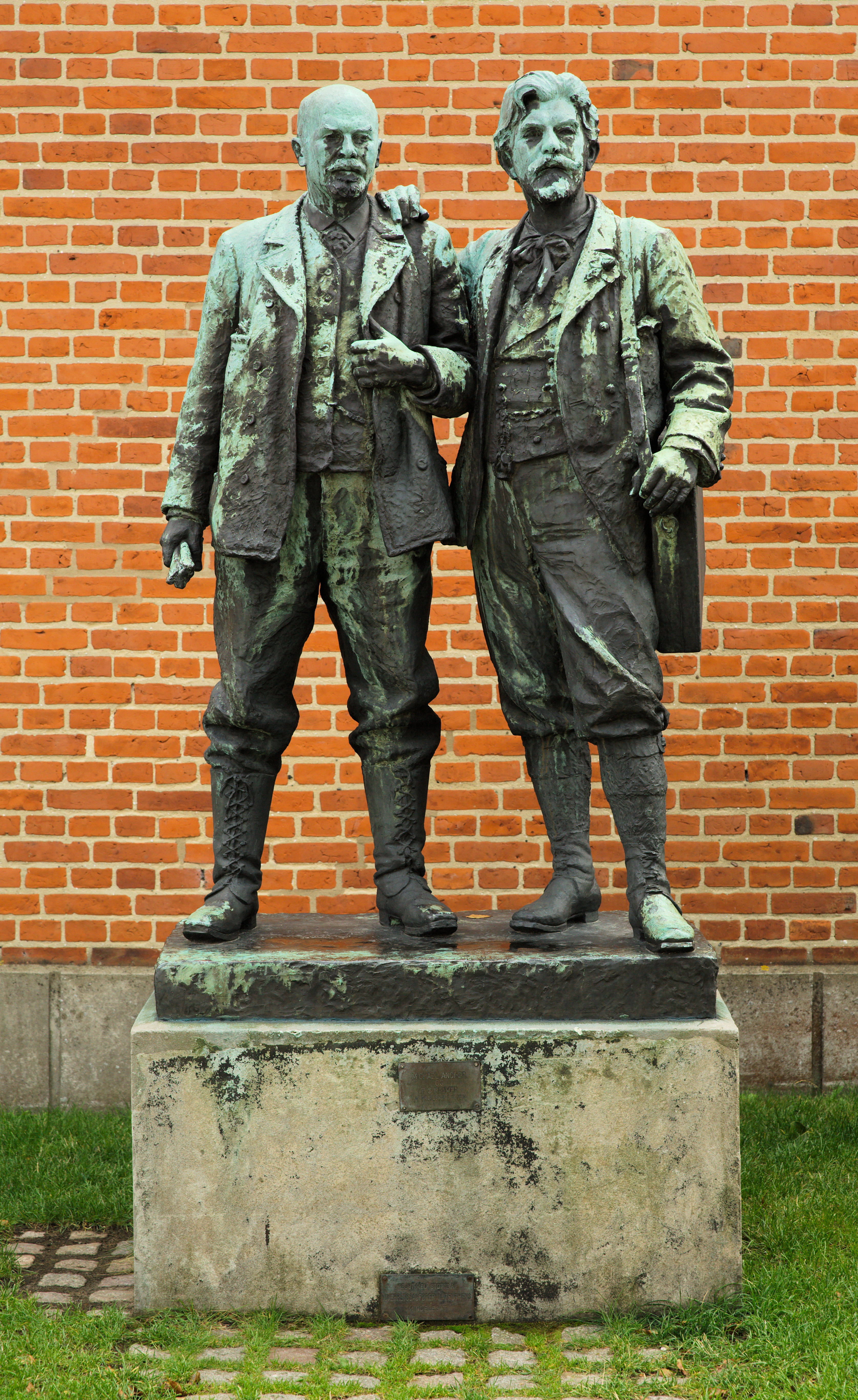
Michael Ancher und P.S. Krøyer,
Skulptur von Laurits Tuxen
Skagens Kunstmuseum

- Die Maler Michael Ancher und Peder Severin Krøyer, 1910, Bronze-Skulptur in Lebensgröße vor Skagens Kunstmuseum

Maler
- Susanna, 1877
- Susanna im Bade, 1879
- König Christian IX. im Kreis seiner Familie auf Schloss Fredensborg, (5 × 7 Meter), 1883–86, Schloss Christiansborg[4]
- Waldemar I. und Bischof Absalon nehmen 1169 bei einer Expedition nach Rügen das Kap Arkona ein und zerstören die Statue des Gottes Svantovit, (2,73 × 6,51 Meter), 1894, Schloss Frederiksborg[5]
- Die Hochzeit von Nikolaus II. und Alexandra Fjodorowna, 1895, Eremitage (Sankt Petersburg)[6]
- Die Krönung, 1898, Eremitage (Sankt Petersburg)[6]
- Die Familie von Königin Victoria, 1887, The Royal Collection[7]
- Der Munshi Abdul Karim, 1887[7]
- Die Hochzeit Nikolaus II. – Kaiser von Russland, 26. November 1894, 1895–96[7]
- Die Hochzeit der Princess Maud of Wales, 22. Juli 1896, 1896–97[7]
- Die Garten-Party im Buckingham Palace, 28. Juni 1897, 1897–1900[7]
- Die Salbung Königin Alexandras bei der Krönung König Edward VII. 1902–03[7]
- Die Krönung von König Edward VII., 1904[7]
- Die Krönung von König Edward VII. und Königin Alexandra, 1904[7]
- Die Krönung von König George V. – Huldigung durch Edward, Prince of Wales, 1911–13[7]
- König Georg I. von Griechenland, 1914, Schloss Frederiksborg
- König Georg I. Einzug in Saloniki, 1914/16, Schloss Christiansborg
- König Christian X. Besuch in Grönland, 1921, Schloss Frederiksborg

Werke Tuxens befinden sich neben weiteren in der Londoner Royal Collection etwa in Kopenhagen in der Ny Carlsberg Glyptotek, im Statens Museum for Kunst und in der Sammlung Hirschsprung sowie im Skagens Museum. 2014 zeigte Skagens Museum eine große Ausstellung seiner Werke unter dem Titel: Farver, friluft og fyrster (Farbe, Freiluft und Fürsten).

## Galerie

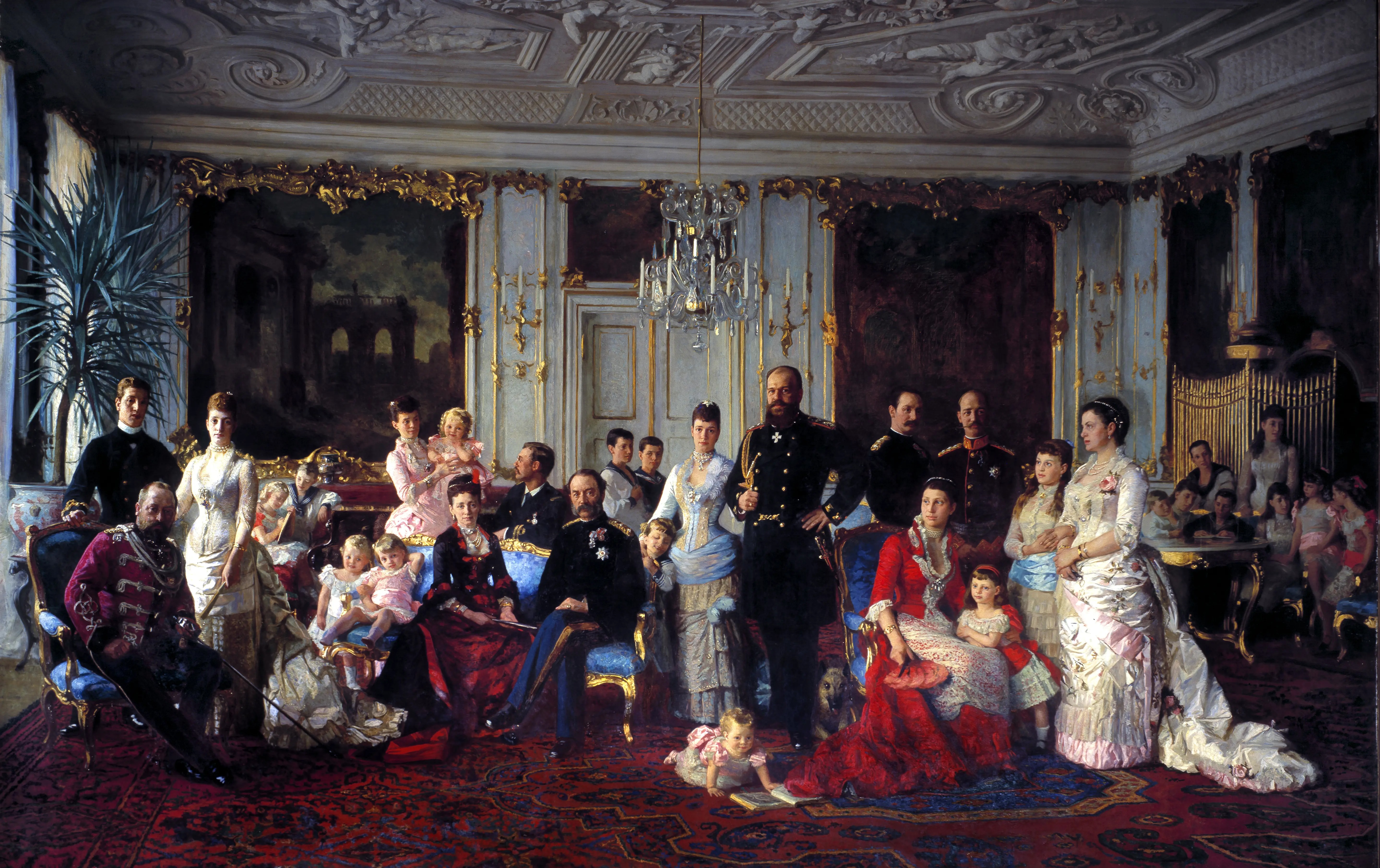
Christian IX. mit Familie (1886)
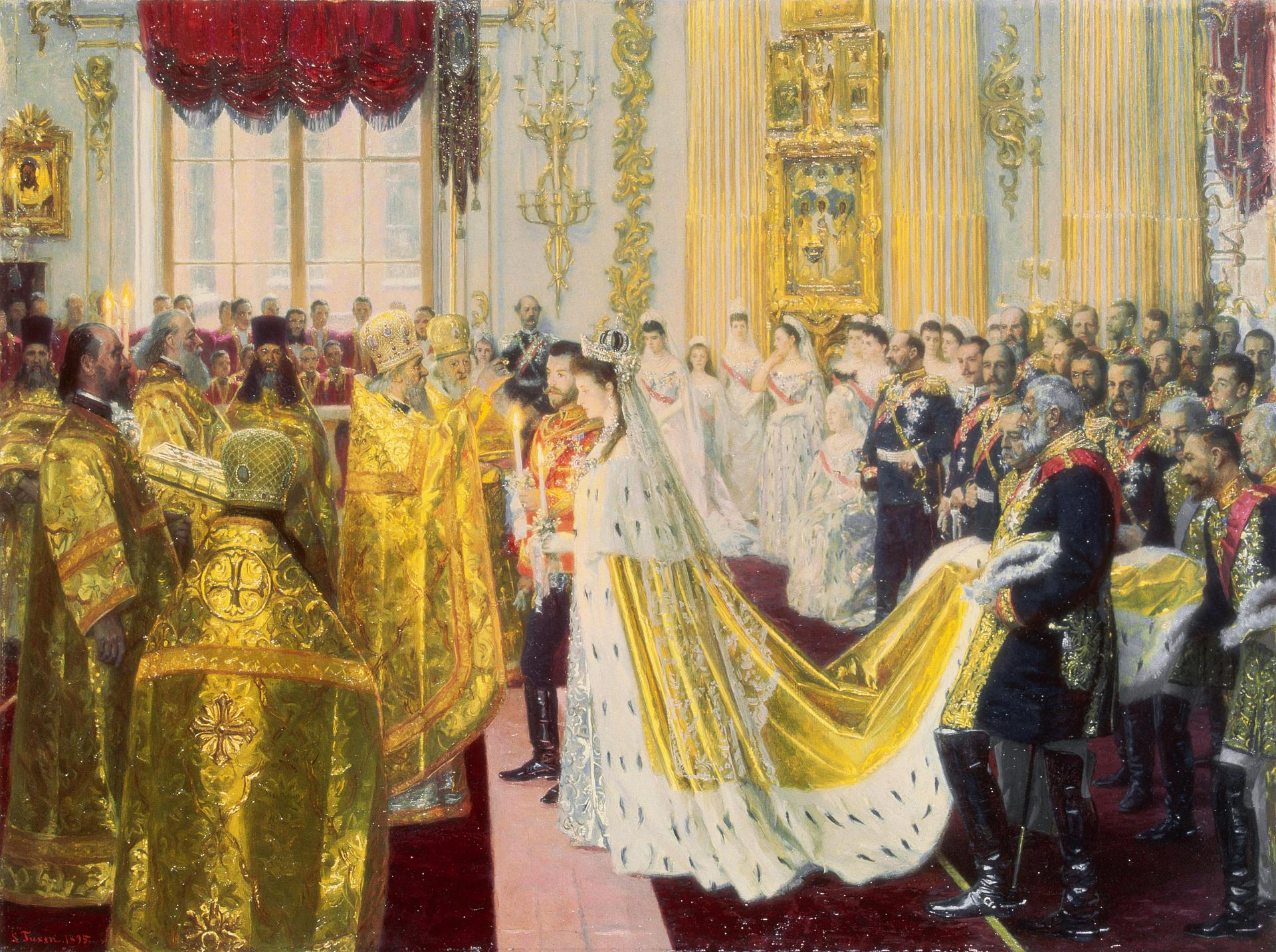
Die Hochzeit Nikolaus II. (1895)
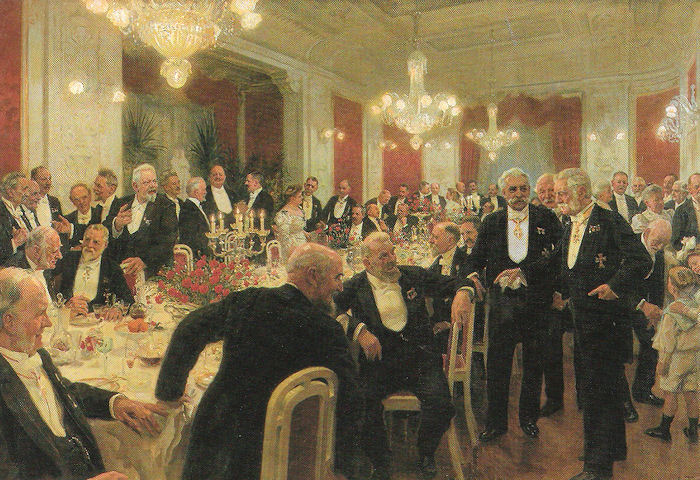
Leaving the table (1906)
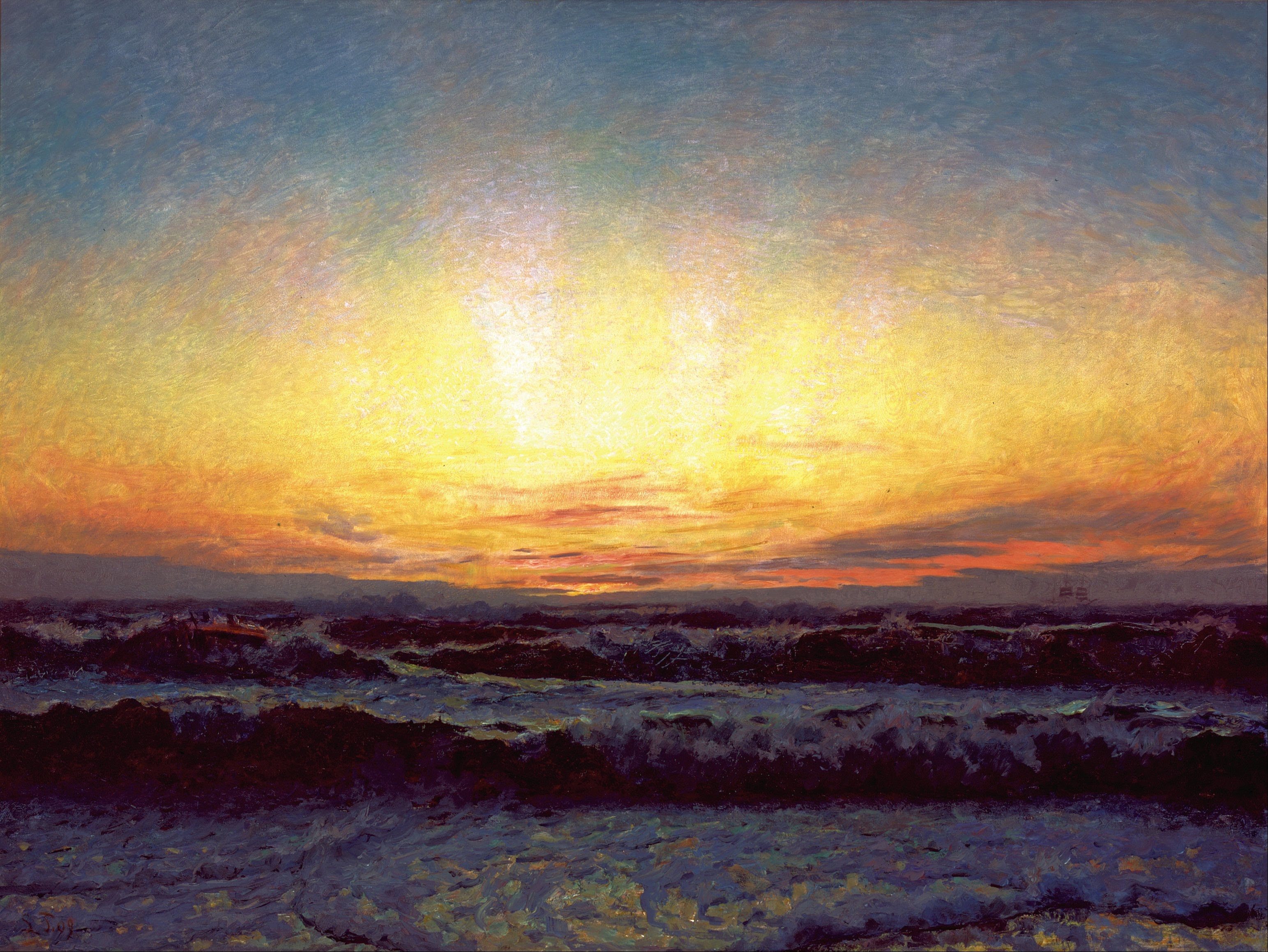
Die Nordsee im Sturm. Nach Sonnenuntergang. (1909)
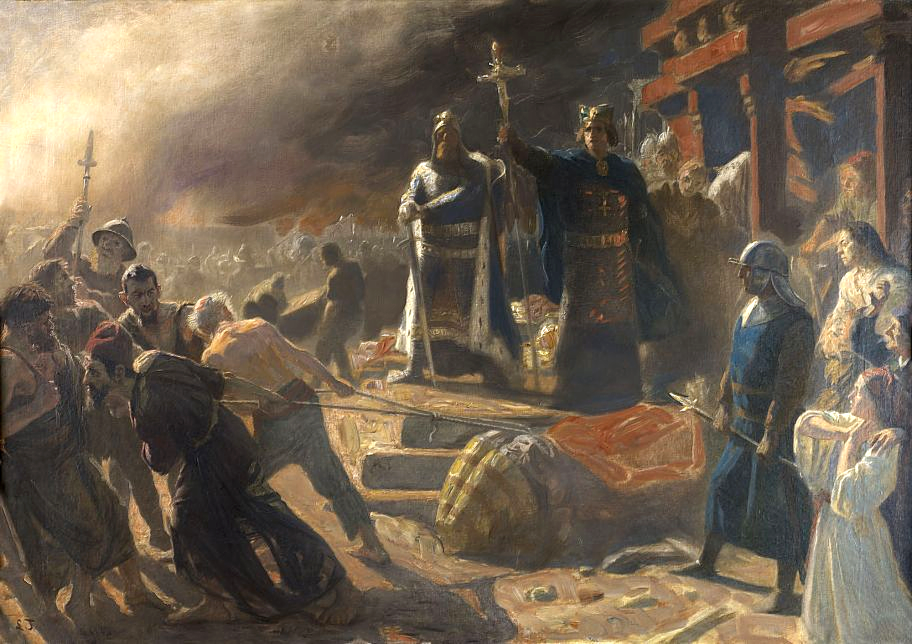
Waldemar I. und Bischof Absalon bei Kap Arkona (1894, Ausschnitt)
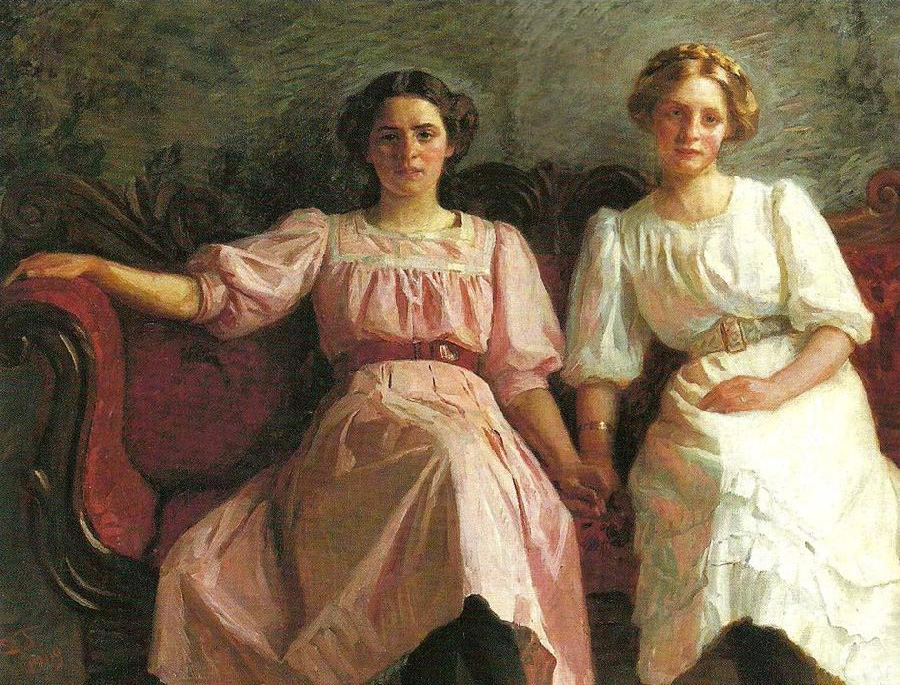
Yvonne Tuxen und Vibeke Krøyer (1909)
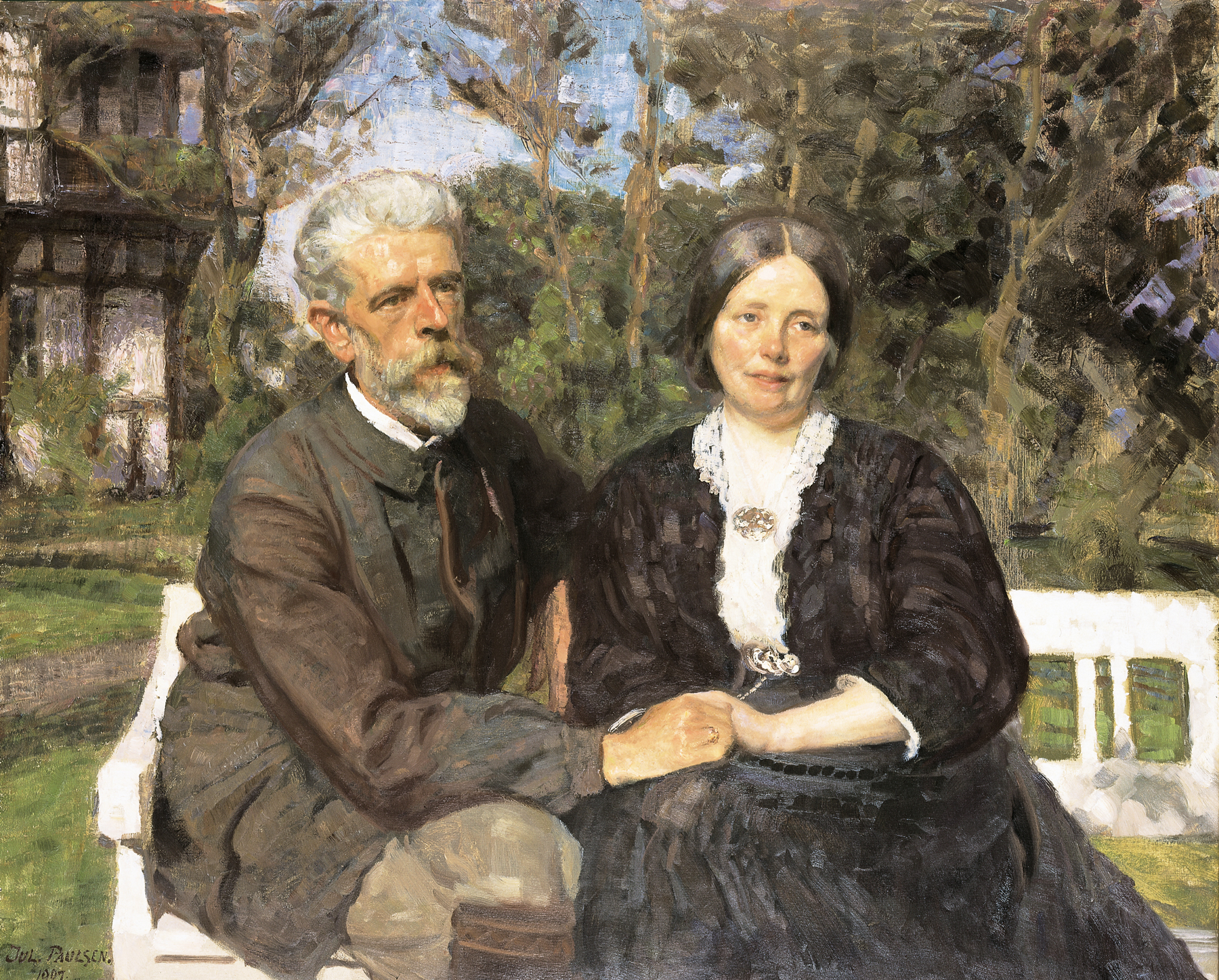
Julius Paulsen: Laurits und Frederikke Tuxen (1907)
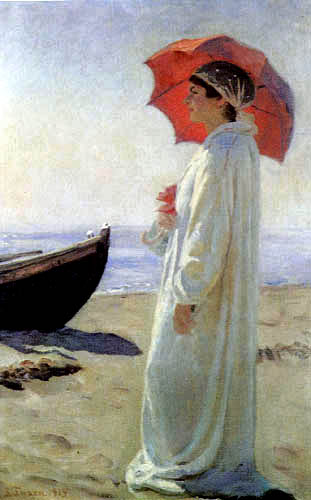
Nina Tuxen (1915)
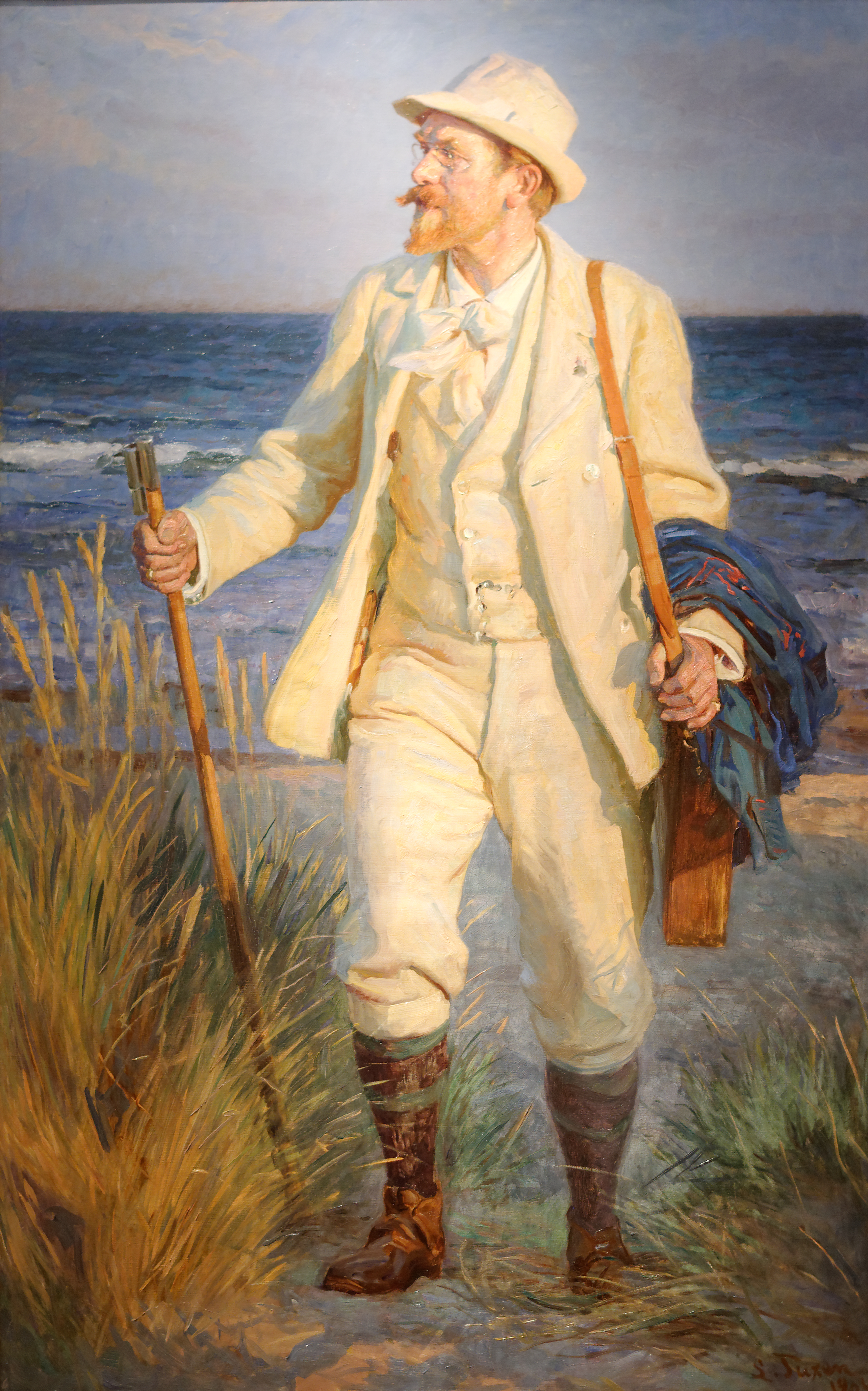
Peder Severin Krøyer (1904)
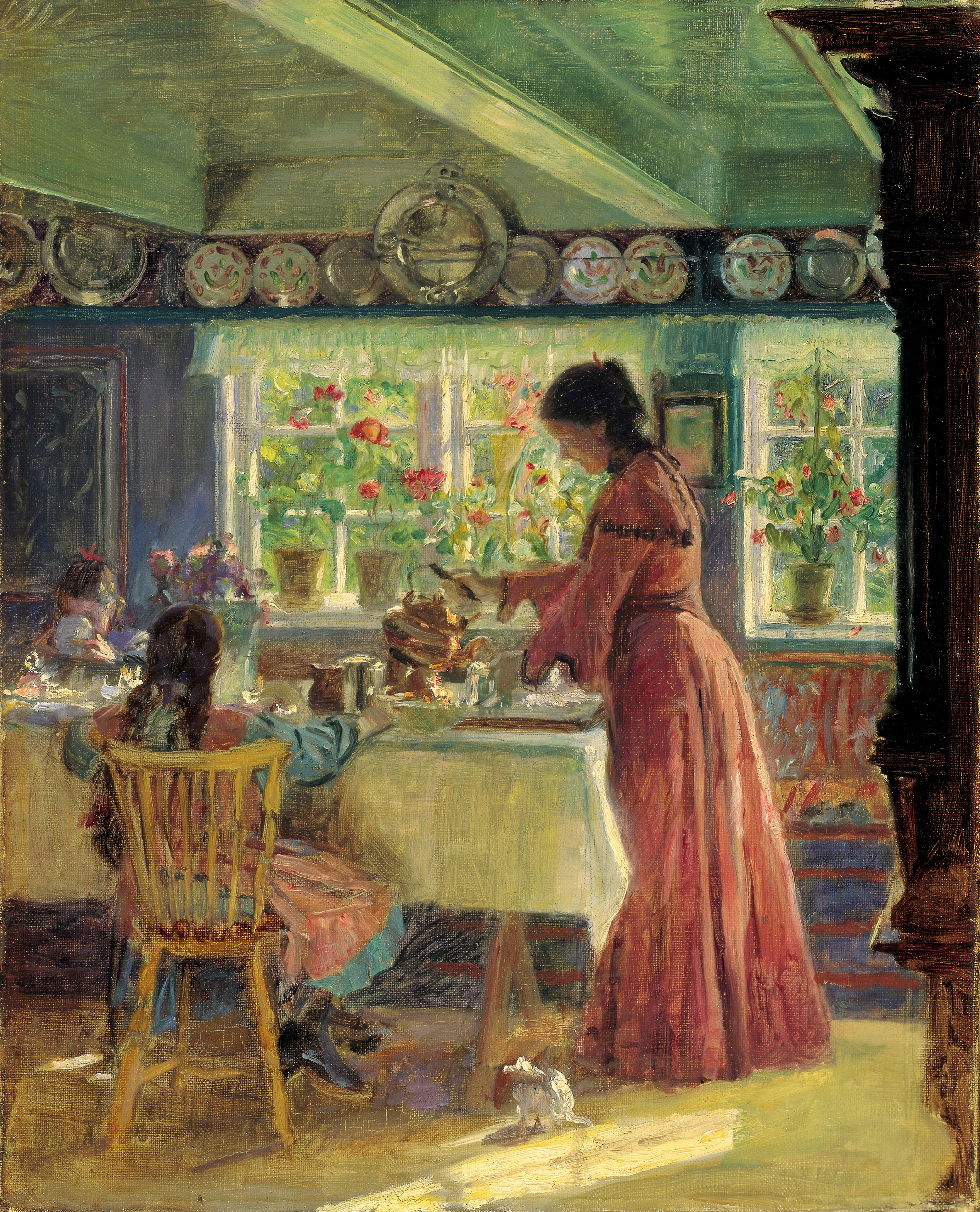
Morgenkaffee (1906)
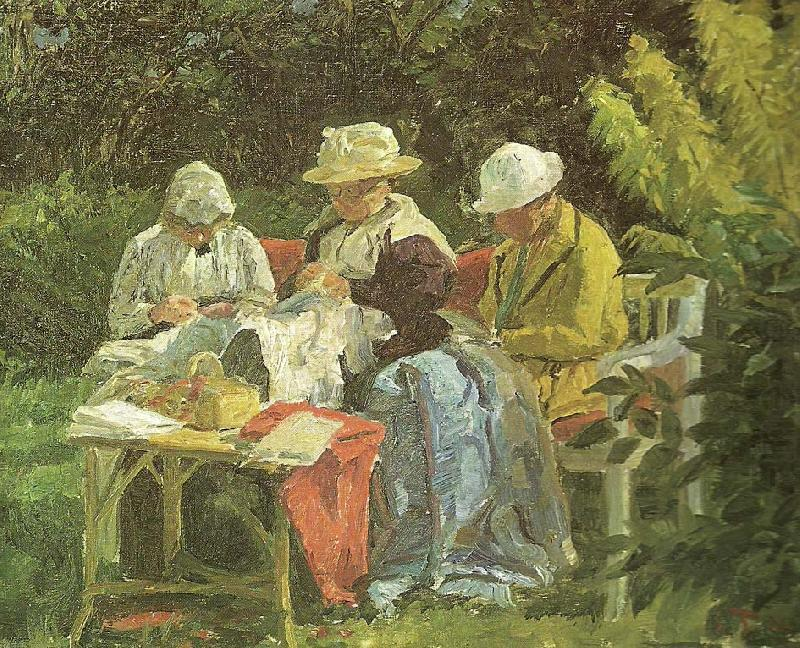
Frederikke, Nina und Yvonne Tuxen im Garten, Skagen (1922)
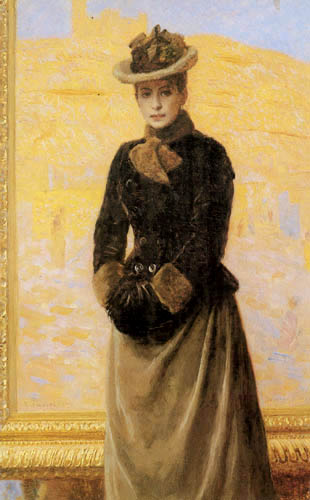
Ursule de Baisieux (1890)